# Who’s Got the Last Laugh Now?
Who’s Got the Last Laugh Now?  (с англ. — «Ну и кто будет смеяться последним?») — одиннадцатый студийный альбом группы Scooter, вышедший 4 ноября 2005 года. Альбом стал последним для группы в рамках «Третьей главы» творчества. После него выйдет только DVD-сборник Excess All Areas в 2006 году, после чего третьего участника Джея Фрога в группе сменил Михаэль Симон.

## Песни
- Вступительная композиция «Lights Out» содержит семплы композиции группы The Future Sound of London «Lifeforms» из альбома 1994 года.
- «Hello! (Good to be Back)» содержит семплы из песни «Hello, Hello, I’m Back Again» Гари Глиттера из альбома 1973 года «Touch Me» и композиции «3 a.m. Eternal (Live At The S.S.L)» группы The KLF из альбома 1991 года «The White Room».
- «Privileged to Witness» содержит семплы песни группы The Police «Walking on the Moon» из альбома 1979 года «Reggatta de Blanc».
- «Rock Bottom» содержит семплы Jordan & Baker песни 2002 года «Explode».
- «The Leading Horse» содержит семплы группы Aphrodite’s Child из песни «The Four Horsemen» из альбома 1972 года 666.
- «Take Me Baby» содержит семплы исполнителя Jimi Tenor из песни «Take Me Baby» альбома 1994 года «Sähkömies».
- «Apache» содержит семплы песни 1960 года «Apache» группы The Shadows.
- «See Me, Feel Me» содержит семплы исполнителя Dee D. Jackson песни «Automatic Lover» (1978 год).
- «Everlasting Love» содержит семплы из песни 1967 года «Everlasting Love» в исполнении певца Роберта Найта.

## Список композиций
Музыка, слова, аранжировка — Эйч Пи Бакстер, Рик Джордан, Джей Фрог, Йенс Теле. Текст — Эйч Пи Бакстер.
1. Lights Out (1:45) (Отбой, также можно перевести как Безрассудный или Тушите свет)
2. Hello! (Good To Be Back) (3:33) (Привет (Хорошо вернуться назад))
3. Privileged To Witness (4:32) (Не обязан давать показания)
4. Rock Bottom (3:28) (Нижний предел)
5. The Leading Horse (3:25) (Ведущая лошадь)
6. Take Me Baby (4:15) (Возьми меня, детка)
7. Apache (2:57) (Апачи)
8. See Me, Feel Me (4:08) (Увидь меня, почувствуй меня)
9. Unity Without Words Part III (6:01) (Единение без слов, Часть III)
10. Everlasting Love (4:21) (Вечная любовь)
11. Seven Bridges (4:55) (Семь мостов)
12. Mesmerized (6:39) (Зачарованный)

Who's Got The Last Laugh Now? (Limited edition)
1. Hello! (Good To Be Back) (Handy Video)
2. One (Always Hardcore) LIVE (Handy Video)
3. Maria (I Like It Loud) LIVE (Handy Video)
4. +Scooter 2006 Kalender-Box

Who's Got The Last Laugh Now?(Promo Vinyl)
- A1,2,3,4,5,6
- B1,2,3,4,5,6

Все треки сокращени 1:30.Hе с начала

## Награды и места в чартах
«Who’s Got The Last Laugh Now?» получил одну Золотую запись.
- Румыния —
- Германия — 14
- Норвегия — 30
- Австрия — 31
- Швейцария — 44

## Синглы
В качестве синглов вышли 2 композиции с альбома — «Hello! (Good To Be Back)» и «Apache Rocks the Bottom». Последний сингл фактически мало имеет общего с альбомным треком «Rock Bottom» — скорее, это компиляция с треком «Apache» с добавлением нового текста. А также в 2006г, был выпущен сингл Rock Bottom Только для Ирландии.
| Название                                 | Треклист | Награды |
| ---------------------------------------- | --- | --- |
| Hello (Good To Be Back) (2005)           | 1. «Hello (Good To Be Back)» — Radio edit (3:35) 2. «Hello (Good To Be Back)» — Club mix (7:43) 3. «Hello (Good To Be Back)» — Extended (5:52) 4. «Path» (3:36) | - Венгрия — 2 - Финляндия — 3 - Германия — 14 - Австрия — 23 - Швейцария — 36 - Нидерланды — 43 - Бельгия — 48            |
| Apache Rocks the Bottom (2005)           | 1. «Radio Version» (03:45) 2. «Extended Version» (05:47) 3. «Dub Mix» (05:57) 4. «Club Mix» (05:30) 5. «Snippet» (00:30) 6. «Countdown» (01:41) Apache Rocks The Bottom (Promo) для Британии. 1. Alex K remix 2. United DJs remix 3. Flip’n’Fill remix 4. Clubstar remix 5. Original mix | - Венгрия — 2 - Финляндия — 2 - Дания — 5 - Австрия — 23 - Германия — 24 - Швеция — 47 - Швейцария — 54 - Нидерланды — 79 |
| Rock Bottom (Только для Ирландии) (2006) | 1. «Rock Bottom — Radio mix (3:25) 2. «Apache Rocks The Bottom — Radio mix (3:45) 3. «Rock Bottom — Video mix (3:40) 4. «Countdown (01:41) 5. «Multimedia part: Rock Bottom — video (uncut version)                                                                                      | |

Выходили две версии сингла Apache Rocks The Bottom , 1 со (Snippet) а вторая без Snippet.